# فيردي دو فيرنوا
فيردي دو فيرنوا (بالألمانية: Julius von Verdy du Vernois)
جنرال بروسي ولد في سيليزيا في 19 يوليو 1832 ومات في استكهولم في 30 سبتمبر1910، وصل إلى رتبة الليفتينانت جنرال سنة 1888، وكان حاكم ستراسبورغ سنة 1887، وفي العام التالي عمل مدير المشاة، وكان وزيراً للحربية سنة 1889-1890.

## مؤلفاته العسكرية
La participation de la deuzième armée à la champagne de 1866
(Etudes sur la conduit de troupes (1873-1875
Etudes sur le service en champagne 1866

## أقواله المأثورة
عندما وصل ميدان القتال في ناشود سنة 1866، ففي خضم الصعاب التي واجهته راح يبحث في ذاكرته عن فكرة يمكن أن تمده بما يدبر به أمره، ولكن كل البحث لم يصل به الإلهام الذي إحتاجه للتغلب على الصعاب التي تواجهه، وهنا قال لنفسه: «فليذهب التاريخ ولتذهب معه كل الأصول والتعاليم إلى الجحيم، فأولا: ماهي المشكلة التي تواجهني؟ وما هو الموضوع؟.
»
ومن ذلك الوقت كانت هذه الكلمات ماهو الموضوع؟! تجري مجرى المثل في كل مناسبة، على أنها في الحقيقة هي التي توضح لنا المفارقات والمتناقضات في تعاليم فرديناند فوش، هذه التعاليم التي تجمع بين عوامل الميتافيزيقية العامة المجردة الجامدة العسيرة الفهم مع القليل من المنطق المتحرر من كل الحلول المعدة من قبل وربما كانت هذه المقدرة العملية على قدرة الحكم السليم هي السر القوي وراء مادة علم الإستراتيجية؛ الا أن عبقرية فوش هي التي طبعت في أذهان تلاميذه وأوحت اليهم، بل وأوحت إلى فوش نفسه، الحاجة المثمرة لتحرير المرء من قيود النظريات المعدة من قبل.